# Mayská denní znamení
Mayská denní znamení, někdy bývají označovány jako náhual, jsou názvy pro jednotlivé dny v mayském kalendáři, který nazýváme Tzolkin. Rozlišujeme celkem 20 těchto znamení a byla popsána na mayských glyfech. Často bývají mylně spojovány s horoskopem. Mayský kalendář rozlišuje několik základních časových jednotek. Jeden cyklus, kdy se planeta Země otočí kolem své osy (dnes tento cyklus nazýváme den, čili 24 hodin), Mayové nazývali kin. Jejich "týden" měl 20 kin a nazýval se unial. Později byla odborníky na Mayskou kulturu určena i jednotka, která dává název pro období 13 kin, dnes říkáme trecenium či trecenta. Mayský kalendář rozlišoval dva druhy "ročního" období. Jeden nazýváme tzolkin, který má 280 kin. Tzolkin se používá a využívá v posvátném obřadním, stejnojmenném, kalendáři. Občanský kalendář rozlišuje pouze tun, tedy období které má 360 kin, za kterými následuje 5 kin mimo unial, během kterých Mayové uctívali božstva a oslavovali příchod nového tunu.

## Jednotlivá znamení
Podle zdroje:

### Imix
Imix je prvním dnem mayského kalendáře, symbolizuje prastarého draka, a doslovný překlad glyfu je aligátor. Postava tohoto draka se vyskytuje v mýtech o stvoření světa, je první bytostí z moře. Glyf ale také může symbolizovat leknín, což je dle Mayů první květina světa a krokodýl (aligátor) by mělo být první zvíře světa na pevnině. První den Tzolkinu tedy symbolizuje prapůvodní stvoření. Vládnoucí božstvo je prvotní matka Mam, bohyně vod a čísla 5.

### Ik
Glyf druhého dne překládáme jako slovo vítr. Druhého dne stvoření byla velká vichřice, která foukala nad oceánem a přinesla světu pohyb. Božstvem je větrný bůh a panovník čísla 3, Ik.

### Akbal
Překlad glyfu druhého dne je nejednoznačný. Může znamenat buď noc anebo podsvětí. Připomíná dobu vlády temných démonů, dobu temna. Na chrámech symbolizuje tento glyf vchod do podzemí chrámu. Božstvem jsou bohové mrtvých, pánové z Xibalbá, tito démoni ovládají číslo 10.

### Kan
Slovo Kan je označení pro mytickou postavu, prvního živočicha na pevnině. Měla tělo, které vypadalo jako živočich a rostlina dohromady, s hlavou draka. Toto monstrum je symbolem úrodné země. Čtvrtý kin (den) mayského kalendáře popisuje čas, kdy se objevil první život na Zemi. Glyf symbolizuje žlutou, zralou kukuřici, doslovný překlad je semeno. Bohyní tohoto dne je opět prvotní matka Mam.

### Chicchan
Doslovný překlad je had. Mayové si mysleli, že Galaxie Mléčná dráha je nebeský had. Tvořila spojení mezi bohy a lidem. Božstvem tohoto dne je opeřený had (u Mayů Kukulkán, u Aztéků či Toltéků Quetzalcoátl), jemuž je zasvěcena pyramida v Chichén Itzá (říká se jí Kukulkánova pyramida, pyramida Quetzalcoátla či španělsky El Castillo). Tento bůh spojoval protiklady, světlo a tmu, muže a ženu, nebe a zemi.

### Cimi
Na glyfu je vyobrazena lidská lebka, doslovný překlad je smrt. Před tím než vznikl život v rozmanité formě, byl stanoven i jeho konec, může se odehrávat pouze mezi narozením a smrtí. Šestého dne proto vládly ničivé, rozkládající síly. Denní božstvo je bůh smrti Aphucha, představitel čísla 10.

### Manik
Překlad je jelen. Bůh hromu Tohila se ukazoval ve formě jelena, jako forma Kukulkána. Sedmý ten stvoření světa se totiž zjevil Tohil, a jako vůdčí démonická postava uzavřel pakt s člověkem, Mayové budou chráněni před zlem, ale musí bohům dávat oběti. Byl to také den klamu a u Mayů nebyl moc oblíbený. Denním božstvem byl Kukulkán ve formě Tohila.

### Lamat
Překlad je zajíc. V mytologii to znamená, že mladý měsíční bůh Ixbalanqué využil zajíce ke zdolání pastí démonů podsvětí, aby zachránil svého bratra Ahau, slunečního boha. Toto překonání podsvětí umožnilo stvoření hvězdného nebe. Bohyní dne je matka boha Ixbalanqué, mladá měsíční bohyně Ixquic.

### Muluc
Překlad je voda ve funkci životodárné síly. Když se začala božstva Ixbalanqué a Hunahpú starat o svět, tak se stala voda využitelným elementem a svět se řídil dnem a nocí. Bohové dne jsou mladý bůh kukuřice a prvotní matka Mam.

### Oc
Překlad je pes, jde o den psího boha Tzula. Byl to bůh mrtvol, jedno z nejvíce negativních božstev Mayů. Tento národ měl odpor k psům a psovitm šelmáj (kojot prérijní). Den Oc byl vyhlašován jako den smrti, který se hodil pouze na pořádání pohřbů. Vládnoucí božstvo je bůh mršin Tzul.

### Chuen
Překlad je opice. Opice a opičí bohové byli velmi rozporuplné bytosti. V mýtech byli jako nepovedené předformy člověka. Ovšem i božští bratři Ixbalanqué a Hunaphú, když byli proměněni ve vřešťany pláštíkovité, přinesli lidstvu umělecké řemeslo, tedy hru na flétnu. Jedenáctý den je tedy řízen mužskými energiemi a proto se konalo, a stále koná, svěcení mayských kněží. Dalším aktivním bohem byl opičí buch Hunchuen, který podporoval všechny umělecké, řemeslné a sexuální aktivity.

### Eb
Překlad je cesta. Den symbolizuje koloběh reinkarnace. Mayové v tento den uctívali mladého boha kukuřice. V tento den se zasazovala, přesazovala a množila kukuřice setá. Glyf tohoto dne obsahuje lebku, což je v tomto případě symbolem nového života, který si Mayové spojovali se smrtí (po smrti podle Mayů následoval nový život). Mladý bůh kukuřice je zároveň bohem čísla 8, které je symbolem neomezeně vysoké hodnoty, tedy nekonečna, což bývá interpretováno jako archetyp reinkarnace.

### Ben
Ben se dnes může překládat jako naše slovo rákos. Aktivním božstvem je číselný bůh Oxklahun-ti-ku. Je to 13. den unialu a poslední den trecenia. Mayové považovali číslo 13 jako velmi šťastné, posvátné. V tento den se všechny aktivity, které Mayové vykonávali, dařily. Mayskými zemědělci byl tento den interpretován jako den setby a plodnosti. Denním bohem byl mladý bůh kukuřice, ve svém aspektu boha ryb.

### Ix
Toto znamení český nazýváme znamení jaguára. Je to čtrnáctý den, podle mytologie tímto dnem začal takzvaný čtvrtý věk v němž se objevili noví bohové. Ix je zkratka pro měsíční božstva Ixbalanqué a Ixquic, proto byl den zasvěcen všem měsíčním božstvům, kteří v noci vyháněli z měst temnotu.

### Men
V mytologii se patnáctý den bere jako vrchol tvorby Mayské civilizace. Na glyfu je vyobrazen orel, sluneční pták (protiklad znamení Ix, které má noční aspekt). V tento den byl uctíván sluneční bůh Ahau-Hunaphú. Ahau-Hunaphú podle Mayů svítil na planetu Zemi. V tento den se prováděly speciální rituály, ve kterých se lidé oblékali do tzv. slunečního oblečení (zdobené glyfy božstva Ahau-Hunaphú a Sluncem).

### Cip
Mayové věřili v neustálý cyklus života. Po stvoření následuje vždy zničení, po dni následuje noc. Překlady názvu tohoto znamení se liší. Buď se uvádí sup nebo sova, která podle tradiční mýtů přináší smrt. V tento den panoval obrovský strach, ničivé energie. Děly se osudové události. V tento den vládli démoni podsvětí – pánové z Xibalbá.

### Cabán
Překlady glyfu jsou velmi jednoznačné, významem je země. Sbíraly se plody rostlin, které byly zasety v den se znamením Ben. V tento den vládla mladá měsíční bohyně Ixquic. Podle Mayů se transformovala do své rozšířené formy, a byla zároveň i bohyní kukuřice.

### Edznab
Tento den byl u národa velikým původcem strachu, byl to den krvavých obětí. Sám o sobě glyf reprezentuje pazourek nebo obsidián, ze kterého se vyráběly obětní nože. Vládnoucím bohem byl Kukulkán (Quetzalcoátl). Všichni obyvatelé v tento den praktikovali rituál pouštění žilou, ale docházelo i na lidské oběti.

### Cauac
Překlady jsou opět nejednoznačné, buď jde o bouřkové mračno nebo o slovo lijavec. Důsledkem obětních darů včerejšího dne byla úrodná bouře, kterou vedl vládce dne, bůh hromu a deště Chac. Déšť, který byl považován za životodárné semeno z nebe, přinášel nový život, dle Mayů novou Matku Zemi.

### Ahau
Překládá se jako světlo nebo velký pán. V tento den byl totiž uctíván sluneční bůh Mayů. Mezi obyvatelstvem byl rozšířen jako den velmi šťastný. Mayové narozeni v tento den byli uctíváni, jelikož si lidé mysleli, že jsou pod přízní bohů. V kodexech byl označován květinou, která byla považována za symbol Slunce.